# República Cremasca
La ciudad de Crema y su provincia Cremasca (al norte de la provincia de Cremona) formaban parte de la república de Venecia (era un enclave, dentro del Ducado de Milán) desde 1449. El 28 de marzo de 1797 un cuerpo de tropa francesa entró en la ciudad destituyendo a las autoridades. El dogo (duque) Contarini fue arrestado y la nueva municipalidad, compuesta de terratenientes y ciudadanos nobles, proclamó la República Cremasca, que comprendía la ciudad y provincia de Crema. El nuevo estado se convertía así en una «república hermana», un estado satélite de la Primera República Francesa. Sólo tres meses y doce días después, el 10 de julio de 1797, se integraba en la República Cisalpina, otra de las «repúblicas hermanas».

## Bandera
La investigación sobre el escudo y la bandera la ha realizado el grupo cultual de Crema, L'Araldo. La conclusión es que el escudo fue colocado sobre una bandera blanca ya que el que se ha encontrado aparece en tela blanca. No obstante como se trata de un solo fragmento cabe la posibilidad también de que hubiera sido colocado sobre la franja blanca de una bandera francesa.

## Escudo
Fajas diagonales aparentemente de oro (cabe la posibilidad de que originalmente fuera rojo) sobre campo de plata. Timbre, corona. Flanqueado por ramos o decoración de plata y oro.
- Datos: Q2631100
- Multimedia: Repubblica Cremasca / Q2631100